# Denominación de origen
Denominación de origen är ett spanskt system för skyddade ursprungsbeteckningar av jordbruksprodukter; mat och vin.